# Farinate
Farinate (Farinat in dialetto cremasco) è la maggiore delle tre frazioni del comune lombardo di Capralba.

## Storia
La località è un piccolo borgo agricolo di antica origine, appartenente al territorio cremasco.
In età napoleonica (1810-1816) Farinate fu frazione di Capralba, recuperando l'autonomia con la costituzione del Regno Lombardo-Veneto.
All'Unità d'Italia (1861) il comune contava 394 abitanti. Nel 1868 Farinate venne aggregata definitivamente al comune di Capralba.